# 1514
Відродження •  Доба великих географічних відкриттів •  Ганза •  Ацтецький потрійний союз •  Імперія інків

## Геополітична ситуація
Османську державу очолює Селім I (до 1520). Імператором Священної Римської імперії є Максиміліан I Габсбург (до 1519). У Франції королює Людовик XII (до 1515).
Середню частину Апеннінського півострова займає Папська область. Неаполітанське королівство на півдні захопила Іспанія. Могутними державними утвореннями півночі є Венеційська республіка, Флорентійська республіка, Генуезька республіка та герцогство Міланське. Триває війна Камбрейської ліги між європейськими монархіями за контроль над північною Італією.
Кастилія і Леон та Арагонське королівство об'єднані в Іспанське королівство, де править Фердинанд II Арагонський (до 1516). В Португалії королює Мануел I (до 1521).
Генріх VIII є королем Англії (до 1547), королем Данії та Норвегії Кристіан II (до 1523). Сванте Нільссон є регентом Швеції. Королем Угорщини та Богемії є Владислав II Ягелончик. У Польщі королює Сигізмунд I Старий (до 1548), він же залишається князем Великого князівства Литовського.
Галичина входить до складу Польщі. Волинь належить Великому князівству Литовському. Московське князівство очолює Василій III (до 1533).
На заході євразійських степів існують Казанське ханство, Кримське ханство, Астраханське ханство Ногайська орда. У Єгипті панують мамлюки. Шахом Ірану є сефевід Ісмаїл I.
У Китаї править династія Мін. Значними державами Індостану є Делійський султанат, Бахмані, Віджаянагара. В Японії триває період Муроматі.
У Долині Мехіко править Ацтецький потрійний союз на чолі з Монтесумою II (до 1520). Цивілізація мая переживає посткласичний період. В Імперії інків править Уайна Капак (до 1525).

## Події
.

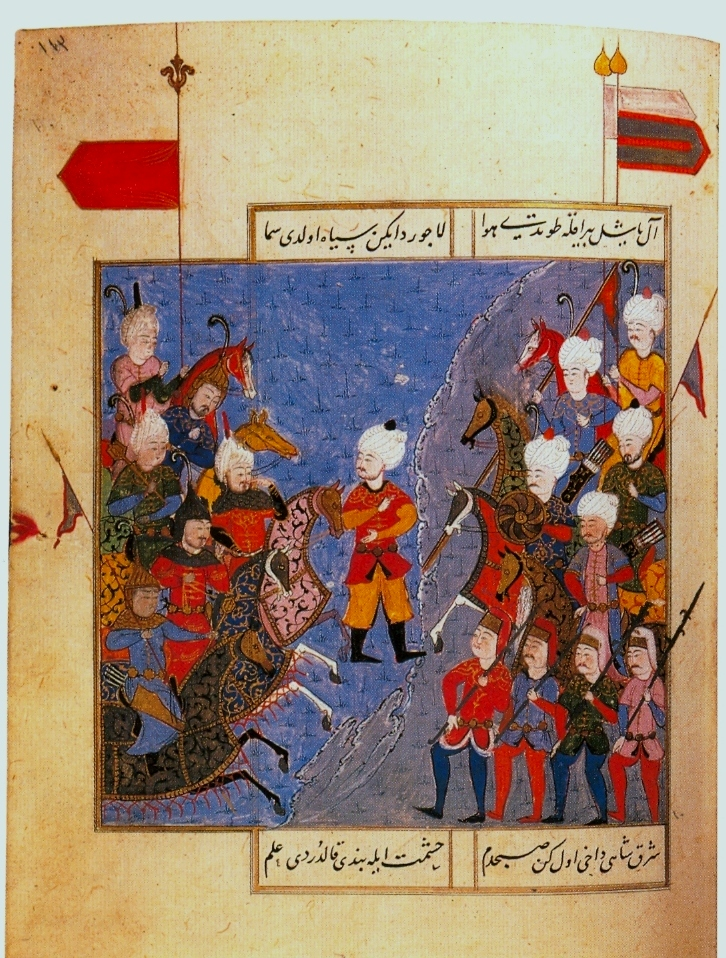
Чалдиранська битва. Мініатюра з Селімнаме

- Продовжується війна Московії з Литвою.
  - 31 липня московські війська захопили Смоленськ.
  - 8 вересня у битві під Оршею військо під командуванням князя Костянтина Івановича Острозького, на той час Гетьмана Великого князівства Литовського, Руського та Жемайтійського завдало поразки чисельно більшому московському війську на чолі з воєводою Іваном Челядниним.
- В Угорщині спалахнуло повстання Дєрдя Дожі, жорстоко придушене феодалами.
- Війна Камбрейської ліги:
  - У березні французький король Людовик XII уклав мир із імператором Максиміліаном I.
  - 7 серпня укладено мир між Ангією та Францією. Французький король Людовик XII одружився з сестрою англійського короля Генріха VIII Марією Тюдор.
- Війська турецького султана Селіма I розгромили сили перського шаха Ісмаїла I в Чалдиранській битві. Як наслідок турки захопили у сефевідів значні території й столичне місто Тебріз. Столицею сефевідів став Герат.
- Війська віджаянагарського раджі Крішнадевараї Тулуви вторглися в Оріссу й захопили фортецю Удаягірі.
- Іспанський конкістадор Дієго Веласкес Консуело де Куельяр завершив підкорення Куби.
- Спроба пірата Аруджа Барбаросси захопити Беджаю зазнала невдачі.
- Португальські мореплавці добралися до Китаю.
- 26 квітня польський астроном Миколай Копернік провів своє перше спостереження за Сатурном. На підставі цього і наступних спостережень він зробив висновок про геліоцентричний принцип будови Сонячної системи.
- Альбрехт Дюрер зробив гравюру «Меланхолія».

## Народились
Дивись також Народилися 1514 року

## Померли
Дивись також Померли 1514 року